# Krisztina Szremkó
Krisztina Szremkó (* 6. Januar 1972 in Dunaújváros) ist eine ehemalige ungarische Wasserballspielerin. Sie war Olympiavierte 2008, Weltmeisterin 1994 und Weltmeisterschaftszweite 2001. Bei Europameisterschaften gewann sie eine Goldmedaille, zwei Silbermedaillen und eine Bronzemedaille.

## Karriere
Die 1,80 m große Krisztina Szremkó gewann ihre erste internationale Medaille 1994 bei den Weltmeisterschaften in Rom statt. Nach einem 7:5 im Halbfinale gegen die Italienerinnen gewannen die Ungarinnen auch das Finale gegen die Niederländerinnen mit 7:5. Nach den Australierinnen und den Niederländerinnen waren die Ungarinnen damit der dritte Weltmeister bei der dritten Weltmeisterschaft für Frauen. 1995 fand die Europameisterschaft in Wien statt. Nach einem 6:5 im Halbfinale über die Niederländerinnen unterlagen die Ungarinnen im Finale den Italienerinnen mit 5:7. 1998 bei den Weltmeisterschaften in Perth belegten die Ungarinnen den siebten Platz, wobei Szremkó im Platzierungsspiel um den siebten Platz zwei Tore warf.
Erst 2001 gelangen der ungarischen Mannschaft wieder internationale Erfolge. Bei der Europameisterschaft in Budapest bezwangen die Ungarinnen die russische Mannschaft im Halbfinale mit 7:6. Im Finale siegten sie mit 10:8 über die Italienerinnen. Einen Monat später fanden in Fukuoka die Weltmeisterschaften 2001 statt. Nach einem 4:3-Sieg im Halbfinale gegen Kanada trafen die Ungarinnen im Endspiel wie bei der Europameisterschaft auf die Italienerinnen, diesmal unterlagen sie mit 3:7. Auch zwei Jahre später fanden beide internationalen Titelkämpfe in aufeinander folgenden Monaten statt. Bei der Europameisterschaft in Slowenien siegten die Ungarinnen im Halbfinale mit 7:6 über die Russinnen. Im Finale unterlagen sie den Italienerinnen mit 5:6. Im Monat darauf bei den Weltmeisterschaften in Barcelona verloren die Ungarinnen im Viertelfinale gegen die Russinnen und belegten letztlich den fünften Rang. 2004 in Athen nahm Szremkó erstmals an Olympischen Spielen teil. Nach einem 5:8 im Viertelfinale gegen die Italienerinnen unterlagen die Ungarinnen im Spiel um den fünften Platz den Russinnen mit 11:12. In diesem Spiel warf die Center-Verteidigerin ihr einziges Tor bei Olympischen Spielen.
Nach drei Jahren Pause kehrte Szremkó 2008 noch einmal in die Nationalmannschaft zurück. Bei der Europameisterschaft 2008 in Málaga verloren die Ungarinnen ihr Halbfinale gegen die Spanierinnen mit 7:8. Im Spiel um Bronze besiegten sie die Italienerinnen mit 9:6. Beim olympischen Wasserballturnier 2008 in Peking gewannen die Ungarinnen ihre Vorrundengruppe, unterlagen aber im Halbfinale mit 7:8 gegen die Niederländerinnen. Im Spiel um Bronze siegten die Australierinnen mit 12:11. Szremko war in allen fünf Spielen dabei, erzielte aber keinen Treffer mehr.
Krisztina Szremkó war in den 1990er Jahren mehrfach ungarische Meisterin mit Szentesi VK.